# GIPF
ГІПФ (GIPF) оригінальна абстрактна стратегічна настільна гра Кріса Бурма, яка є найпершою і найголовнішою грою проєкту ГІПФ. Гра отримала рекомендації Spiel des Jahres (Німеччина) в 1998 році.

## Правила
Суперники по черзі виставляють на край шестикутного ігрового поля фішки (перший чорні, другий білі), роблячи хід вглиб поля по лініях сітки до перетину з іншою лінією, збираючи ряд (лінію) з чотирьох поспіль фішок свого кольору. Якщо поле в напрямку ходу зайняте своєю або чужою фішкою, то вона і весь ряд, що примикає до неї, зсуваються в напрямку ходу. Зібрані в ряд чотири фішки одного кольору (незалежно від того, чий хід призвів до такої ситуації) знімаються з поля їх власником в запас разом з прив'язаними до них у цьому ряду своїми та чужими фішками. У разі утворення кількох таких рядів різного кольору (чотири й більше поспіль білих і чотири й більше поспіль чорних), першим знімає той гравець, чий хід призвів до такої ситуації. При утворенні кількох рядів, що перетинаються, по чотири й більше фішки одного кольору знімається один ряд на вибір власника або обидва ряди, якщо ряди не перетинаються. Захоплені фішки супротивника більше в гру не повертаються. Мета гри — залишити супротивника без фішок у запасі. Нічиєї не буває. Програє той, хто першим залишився без фішок.
ГІПФ належить до класу ігор з повною інформацією, де відсутній елемент невизначеності й випадковості. Однак у ГІПФ один хід значить дуже багато й може кардинально змінити розстановку сил, оскільки часто він переміщує відразу кілька фішок. ГІПФ — це динамічна гра, де безглузді стратегії довгострокового планування з захоплення території, характерні для гри ґо.
Гру можна ускладнити додатковими фішками, які мають назву потенціали, що дозволяють робити специфічні ходи. Інші ігри проєкту ГІПФ (TAMSK, ZÈRTZ, DVONN, YINSH, PÜNCT) названі за цими потенціалами.